# Festa do Peão de Barretos

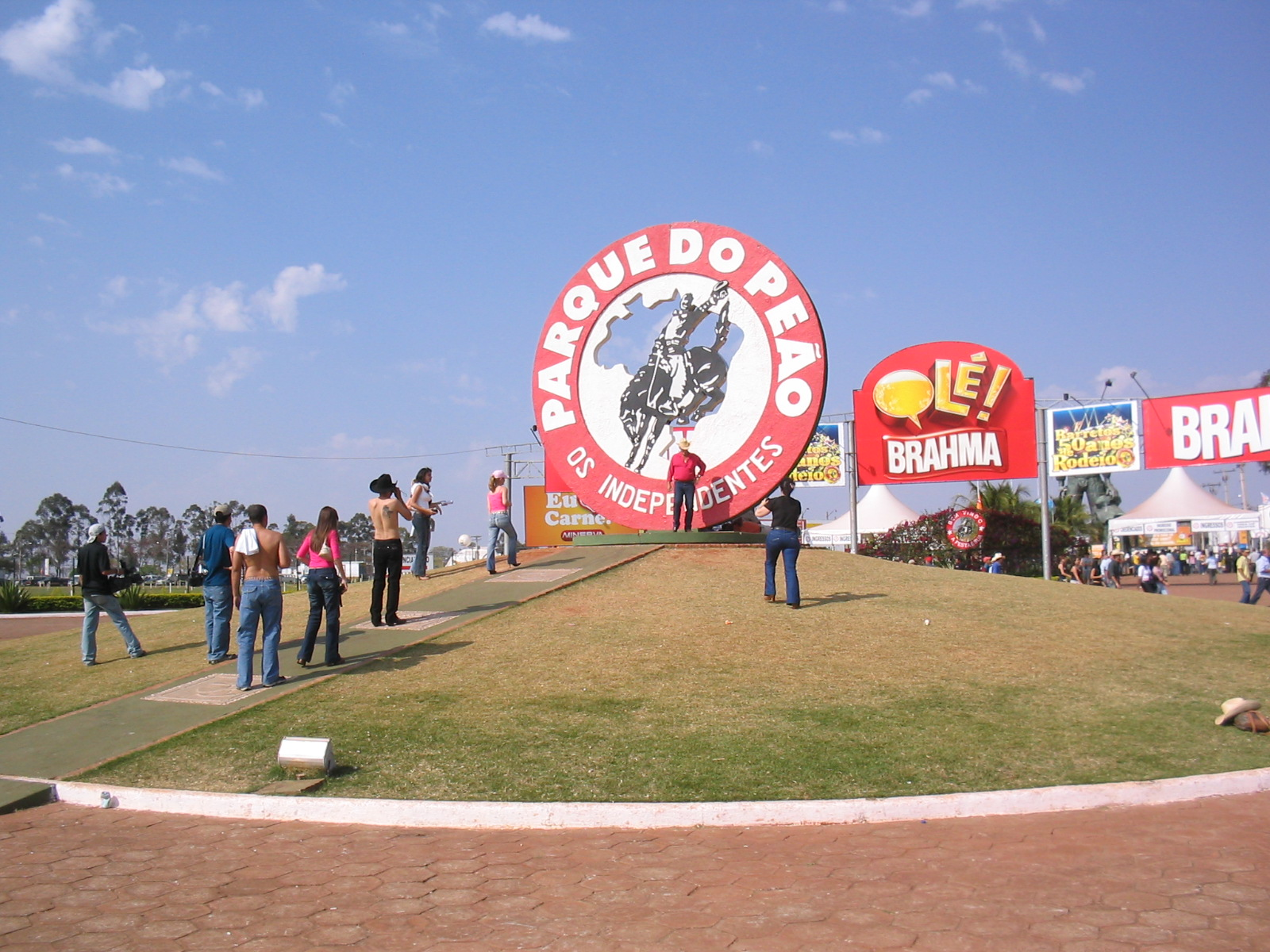
Entrada da Festa do Peão.

A Festa do Peão de Barretos é uma festa do peão de boiadeiro que acontece todos os anos na cidade de Barretos, no estado de São Paulo, Brasil. É o maior festival de rodeio da América Latina e atrai competidores de todo o mundo, além de milhares de turistas anualmente. Sediou a Copa do Mundo de Rodeio em 2009.
A festa é tradicionalmente organizada e promovida no mês de agosto pelo clube "Os Independentes". Entre as tradições presentes na festa estão, além do rodeio, shows de música sertaneja, sendo o maior festival de música sertaneja do país, e a queima do alho.

## História
Esta grande festa tem suas raízes no transporte de gado pelas estradas de terra desde as pastagens de Minas Gerais, Goiás, Mato Grosso do Sul e Mato Grosso, passando por Barretos em direção aos frigoríficos desta cidade. Os peões das "comitivas" que levavam estas boiadas se reuniam no entardecer para brincar de montar cavalos bravos, daí então surgindo este costume. A prática do rodeio em touros, hoje muito mais dinâmica que a de cavalos, foi trazida dos Estados Unidos. No ano de 1956, na cidade de Barretos, localizada no interior do estado de São Paulo, Brasil, um grupo de rapazes solteiros realizaram a primeira Festa do Peão de Boiadeiro que se tem notícia. Desde então esta grande festa ficou conhecida internacionalmente pela sua gigantesca estrutura e alta qualidade dos peões, cavalos e touros que ali se apresentam.[carece de fontes?]
Até o ano de 1984, a Festa do Peão era realizada no Recinto Paulo de Lima Correa, no centro da cidade, palco das memoráveis Exposições de Gado, notadamente nas décadas de 50, 60 e 70. "Os Independentes", desde 1985, realizam a festa em enorme parque cuja área é de mais de 110 hectares, projetado pelo famoso arquiteto Oscar Niemeyer, sendo que possui uma arena de rodeio com capacidade para 35 mil pessoas sentadas ou 50 mil ocupando o todo espaço da arena e arquibancada. No ano de 2005, realizou o seu Jubileu de Ouro, cinquenta anos de festa.
O evento já contou com a presença de artistas internacionais renomados como Shakira, Garth Brooks, Alan Jackson, Reba McEntire, o grupo A-Ha, Gloria Gaynor, Mariah Carey e Shania Twain.